# Kosi Kalan
Kosi Kalan é uma cidade  no distrito de Mathura, no estado indiano de Uttar Pradesh.

## Demografia
Segundo o censo de 2001, Kosi Kalan tinha uma população de 45,684 habitantes. Os indivíduos do sexo masculino constituem 54% da população e os do sexo feminino 46%. Kosi Kalan tem uma taxa de literacia de 51%, inferior à média nacional de 59.5%: a literacia no sexo masculino é de 59% e no sexo feminino é de 41%. Em Kosi Kalan, 18% da população está abaixo dos 6 anos de idade.